# Траго, Хосе
Хосе Траго-и-Арана (исп. José Tragó y Arana; 25 сентября 1856, Мадрид — 3 января 1934, Мадрид) — испанский пианист.
В 1870 году окончил Мадридскую консерваторию по классу Эдуардо Компты. Затем в 1875—1877 гг. учился в классе Жоржа Матиа в Парижской консерватории, где его соучеником был Исаак Альбенис. Дружба между двумя музыкантами сохранилась на долгие годы, в 1887 году Альбенис посвятил «выдающемуся пианисту и моему самому любимому другу Хосе Траго» (исп. Al eminente pianista mi muy querido amigo y Maestro D. José Tragó) свой Фантастический концерт.
С 1878 года участвовал в мадридской концертной жизни, с 1880 года гастролировал как солист, в том числе в Париже, Реймсе, Мурсии и Бильбао. Был назначен камерным музыкантом королевы Изабеллы II. Выступал в ансамбле с ведущими испанскими солистами — в том числе с Пабло Сарасате (1881) и Энрике Фернандесом Арбосом (1882). Участвовал в работе Мадридского квартетного общества, вместе с Арбосом основал Мадридское общество камерной музыки.
В 1886—1928 гг. профессор Мадридской консерватории. Среди его учеников Хоакин Турина, Мануэль де Фалья, Энрике Гранадос и многие другие. Турина вспоминал о нём: «Почитание, которое я испытываю к нему, так велико; его доброта и мужественность заслуживают такого уважения. Я вспоминаю его советы и уроки тех лет с такой любовью».
Автор ряда фортепианных пьес, преимущественно дидактического характера.
Брат, Николас Траго-и-Арана (1858—1908) — слепой скрипач, ученик Луиса Амато.